# Amata xanthura
Amata xanthura là một loài bướm đêm thuộc phân họ Arctiinae, họ Erebidae.